# Echive de Montfort
Echive de Montfort, comtesse de Tripoli, morte avant 1353, est la fille de Rupen de Montfort, lui-même fils d'Onfroy de Montfort, seigneur de Beyrouth et de Tyr), et de Marie d'Ibelin, elle-même fille de Balian d'Ibelin, sénéchal de Chypre et d'Alice de Lampron.
Elle épouse peu après 1342 Pierre Ier de Lusignan (1328-1369), futur roi de Chypre, à la suite d'une dispense matrimoniale accordée par le pape Clément VI ; le mariage reste sans enfant.
Elle meurt avant 1353, date du second mariage de Pierre de Lusignan avec Éléonore d'Aragon.